# Епархия Тарб-э-Лурда

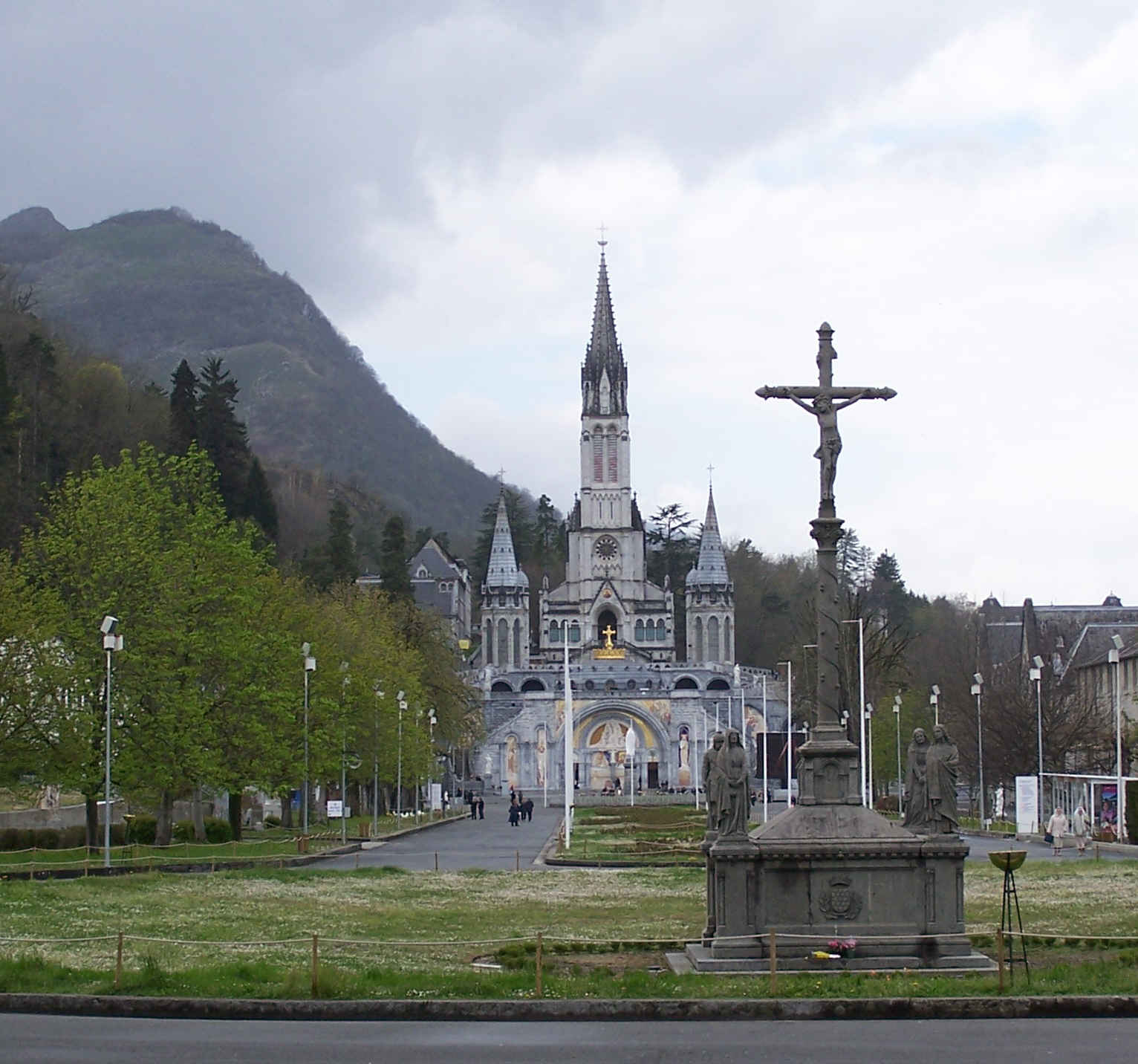
Санктуарий Нотр Дам де Лурд

Епархия Тарб-э-Лурда (лат. Dioecesis Tarbiensis et Lourdensis, фр. Diocèse de Tarbes et Lourdes) – епархия в составе архиепархии-митрополии Тулузы Римско-католической церкви во Франции. В настоящее время епархией управляет епископ Жан-Марк Микас. Почетный епископ – Жак-Жан-Жозеф-Жюль Перрье.
Клир епархии включает 130 священников (77 епархиальных и 53 монашествующих священников), 18 диаконов, 79 монахов, 281 монахини.
Адрес епархии: 5 Place Charles de Gaulle, 65000 Tarbes, France.

## Территория
В юрисдикцию епархии входит 525 прихода в департаменте Верхние Пиренеи во Франции.
Все приходы объединены в 4 деканата: Адур-Кото, Баньер-Ланмезан, Лурд и Тарб.
Кафедра епископа находится в городе Табр в церкви Нотр Дам де ля Сед. В городе Лурд находится санктуарий, посвященный Богоматери Лурдской, на месте явления Пресвятой Девы Марии. Две церкви образуют большую площадь – базилика Богоматери Розария и базилика Непорочного Зачатия. Две другие церкви находится в крипте – церковь Святого Пия X и базилика святой Бернадетты Субиру.

## История
Кафедра Тарба была основана в IV веке.
В IX веке епархия Тарба вошла в состав церковной провинции архиепархии Оша.
После конкордатa 1801 года буллой Qui Christi Domini Папы Пия VII от 29 ноября 1801 года епархия Тарба была упразднена, а её территория разделена между епархиями Ажена и Байоны.
6 октября 1822 года епархия Тарба была восстановлена буллой Paternae charitatis того же Папы Пия VII на части своей территории, некогда отошедшей к епархии Байоны.
20 апреля 1912 года епархия приняла своё нынешнее название.
8 декабря 2002 года епархия Тарба вошла в состав митрополии Тулузы.

## Ординарии епархии
| - святой Иустин (IV век); - Сиагрий (394); - Апер (506); - Юлиан (541); - Амелий I (585—589); - Ландеол (VI/VII век); - святой Фавст (VIII/IX век); - Сарстоний (878); - Амелий II (1000); - Бернар I (1009); - Ришар (1036); - Эракль I (1037—1064); - Понс I (1073—1080); - Юг I (1080); - Додон (Одон) (1087—1095); - Бернар II (Изераск) (1096); - Понс II (1103); - Эракль II (XII век); - Гильом I (1120—1141); - Бернар III де Монтескью (1141—1175); - Арно-Гильом I д’Oзон (1177—1179); - Арно-Гильом II де Биран (1200—1224); - Аманевиью де Грезиньяк (1224—1226) — назначен архиепископом Оша; - Юг II де Пардайян (1227—1244); - Арно-Раймон I де Коадраз (1250—1257); - Арно де Мьоссан (28.10.1261 — 1267); - Раймон-Арно де Коадраз (1268—1306); - Жероль Дусе (20.02.1308 — 1313); - Гильом II де Ланталь (26.10.1316 — 24.11.1339) — бенедиктинец, назначен епископом Агда; - Пьер-Раймон де Монбрён (24.11.1339 — 1353); - Гильом III де Розьер (17.04.1353 — 1361) — бенедиктинец; - Раймон I (XIV век); - Бернар IV (18.06.1361 — 1374); - Гайар де Коадраз (06.11.1374 — 13.02.1383); - Пьер де Аглада (30.04.1388 — 01.07.1391) — доминиканец; - Рено де Фуа (1392); - Адальбер (упоминается в 1399); - Жан I д’Арманьяк (25.02.1400 — 1404); - Кретьен де Альтариппа (07.11.1404 — 17.09.1408) — августинец-еремит, назначен епископ Трегье; - Бернар V дю Перон (1408—1416); - Омобонюс д’Aрманьяк (1422—1427); - Раймон II де Бернар (30.04.1427 — 1430); - Жан II де Форту (15.12.1430 — 1439); - Роже I де Фуа (13.01.1440 — 1461) - Роже II (1462/1463); - Пьер де Фуа Старший (11.02.1463 — 13.12.1464) — апостольский администратор; | - Луи д’Aльбре (09.01.1465 — 04.09.1465); - Арно-Раймон II де Палатц (18.07.1466 — 1474); - Меналь I д’Ор (08.12.1474 — 1504); - Тома де Фуа (04.12.1504 — 27.10.1513) — избранный епископ; - Меналь II де Мартори (06.11.1514 — 19.09.1524) — августинец, назначен епископом Кузерана; - Габриель де Грамон (19.09.1524 — 26.03.1534); - Антуан де Кастельно (02.09.1534 — 1539); - Луи де Кастельно (29.10.1539 — 01.09.1549); - Жентьян де Бюсси д’Aмбуаз (21.07.1556 — 1575); - Сальва I де Диарз (29.02.1580 — 1602); - Сальва II де Диарз (03.06.1602 — 28.10.1648); - Клод Малье (01.02.1649 — 1668); - Марк Малье дю Юссе (03.09.1668 — 05.05.1675); - Анн-Тристан де Ла Бом де Сюз (30.08.1677 — 04.02.1692) — назначен архиепископом Оша; - Франсуа I де Пудан (24.03.1692 — 24.06.1716); - Анн-Франсуа-Гильом дю Камбу де Бесе (02.10.1719 — 08.07.1729); - Шарль-Антуан де Ла Рош-Эмон (02.10.1730 — 11.11.1740) — назначен архиепископом Тулузы; - Пьер де Бопуаль де Сен-Олер (19.12.1740 — 11.01.1751); - Пьер де Ла Ромажер (05.07.1751 — 18.02.1769); - Мишель-Франсуа де Куэ дю Вивье де Лорри (11.09.1769 — 20.09.1782) — назначен епископом Анжера; - Франсуа II Ген де Монтаньяк (23.09.1782 — 06.10.1801); - Кафедра упразднена (1801—1822); - Антуан-Ксавье де Нерак (16.05.1823 — 28.01.1833); - Пьер-Мишель-Мари Дубль (26.05.1833 — 01.04.1844); - Бертран-Север Маскару-Лоранс (31.12.1844 — 30.01.1870); - Пьер-Анастас Пишено (03.03.1870 — 18.06.1873) — назначен архиепископом Шамбери; - Бенуа-Мари Ланженьё (19.06.1873 — 11.11.1874) — назначен архиепископом Реймса; - Сезар-Виктор-Анж-Жан-Батист Журдан (01.12.1874 — 16.07.1882); - Проспер-Мари Бийер (20.09.1882 — 27.08.1899); - Франсуа-Ксавье Шёпфер (07.12.1899 — 24.08.1927); - Александр-Филибер Пуарье (24.08.1927 — 25.08.1928); - Пьер-Мари Жерлье (14.05.1929 — 30.07.1937) — назначен архиепископом Лиона; - Жорж-Эжен-Эмиль Шоке (11.02.1938 — 20.04.1946); - Пьер-Мари Теа (17.02.1947 — 12.02.1970); - Анри-Клеман-Виктор Донз (12.02.1970 — 25.03.1988); - Жан-Ив-Мари Саюке (25.03.1988 — 16.01.1998); - Жак-Жан-Жозеф-Жюль Перье (16.01.1998 — 11.02.2012); - Николя Бруве (c 11.02.12 — 10.08.2021). - Жан-Марк Микас (с 10.08.2021 — наст.вр.), сульпицианин |  |

## Статистика
На конец 2010 года из 229 000 человек, проживающих на территории епархии, католиками являлись 151 000 человек, что соответствует 65,9% от общего числа населения епархии.
| год  | население | население | население | священники | священники        | священники         | священники                           | постоянные диаконы | монахи  | монахи  | приходы |
| год  | католики  | всего     | %         | всего      | белое духовенство | черное духовенство | число католиков на одного священника | постоянные диаконы | мужчины | женщины | приходы |
| ---- | --------- | --------- | --------- | ---------- | ----------------- | ------------------ | ------------------------------------ | ------------------ | ------- | ------- | ------- |
| 1950 | 201.000   | 201.954   | 99,5      | 377        | 325               | 52                 | 533                                  |                    | 65      | 626     | 488     |
| 1969 | 180.000   | 225.730   | 79,7      | 319        | 275               | 44                 | 564                                  |                    | 74      | 965     | 156     |
| 1978 | 170.000   | 229.000   | 74,2      | 281        | 239               | 42                 | 604                                  |                    | 72      | 865     | 522     |
| 1990 | 200.000   | 233.000   | 85,8      | 246        | 180               | 66                 | 813                                  | 3                  | 99      | 764     | 522     |
| 1999 | 150.000   | 225.000   | 66,7      | 196        | 147               | 49                 | 765                                  | 6                  | 89      | 674     | 105     |
| 2000 | 150.000   | 222.365   | 67,5      | 176        | 124               | 52                 | 852                                  | 7                  | 92      | 675     | 117     |
| 2001 | 140.000   | 222.365   | 63,0      | 191        | 138               | 53                 | 732                                  | 8                  | 93      | 700     | 117     |
| 2002 | 150.000   | 222.400   | 67,4      | 177        | 125               | 52                 | 847                                  | 10                 | 92      | 700     | 117     |
| 2003 | 150.000   | 222.400   | 67,4      | 182        | 126               | 56                 | 824                                  | 10                 | 78      | 650     | 117     |
| 2004 | 150.000   | 222.400   | 67,4      | 179        | 126               | 53                 | 837                                  | 10                 | 75      | 645     | 117     |
| 2010 | 151.000   | 229.000   | 65,9      | 168        | 106               | 62                 | 898                                  | 14                 | 98      | 422     | 525     |